# トッツィー
『トッツィー』（Tootsie）は、1982年に公開されたアメリカ合衆国のコメディ映画。
公開当時、ダスティン・ホフマンの女装が大変な話題になった。女装中に恋をしたジェシカ・ラング扮する女性等、心理的に困惑な三角関係を経るエネルギッシュに生きた男の悲喜劇。
第55回アカデミー賞の作品賞、主演男優賞(ダスティン・ホフマン)、助演女優賞(テリー・ガー)にノミネートされた。それまでキングコングに愛される女性のイメージの強かったジェシカ・ラングだがアカデミー助演女優賞を受賞した。主題歌はスティーヴン・ビショップの『君に想いを(It Might Be You)』。作詞アラン&マリリン・バーグマン、作曲は巨匠デイヴ・グルーシン。

## ストーリー
40歳になろうかという俳優のマイケル・ドーシーは、その完璧主義が災いして周りと上手くいかず、どこからも雇ってもらえなくなってしまう。4か月仕事が無かったある日、演劇の生徒サンディが病院を舞台にしたソープ・オペラのオーディションを受けるというのでついて行くが、サンディは落とされてしまう。
翌日どうしても納得できないマイケルは女装し、"ドロシー・マイケルズ" としてそのオーディションに乗り込んだところ、プロデューサーのリタに気に入られ合格してしまい、病院のタフな総務部長のエミリーという役を得る。マイケルはエージェントのジョージと交渉して女装用の衣装代を捻出してもらい、ドラマ出演のギャラを自らの舞台公演の資金にあてがい、サンディにも与えひとまず安心させると同時に肉体関係も持ってしまう。その一方でマイケルは看護師役の女優ジュリーに惹かれるが、ジュリーが横柄なディレクターのロンと交際しているのが気にかかる。
ある日ジュリーに台本の読み合わせを頼まれたマイケルはドロシーとして彼女の家に向かい、そこでジュリーが未婚の母であることを知る。ドロシーの正体を知らないジュリーは女同士として接し話し込んでいるうちに、マイケルはサンディと夕食の約束をしていたことを思い出し、彼女の元へ急ぐが、一旦女装のままアパートに帰ったのを見られたことでマイケルがドロシーと関係があるのではないかと疑われる。ジュリーはドロシーを実家に招待し父親レスを紹介し、レスはドロシーに惚れてしまう。
やがてドラマの役柄が受け、色々な雑誌の表紙を飾るなど、ドロシーは一躍スターとなってしまう。ジュリーはロンと別れることをドロシーに相談し、思い余ったドロシーはジュリーにキスしようとして、レズビアンと疑われてしまう。しかもレスからは求婚される、サンディに「他に好きな人ができた」と打ち明けると散々に罵られる、もう女優であることに耐えられなくなったマイケルは、番組のライヴ放送中、エミリーは本当は男であったと暴露し、カメラの前で女装をかなぐり捨てる。その後、マイケルは男としてジュリーに会い、彼女も彼の愛を受け入れる。

## キャスト
| 役名                                    | 俳優                    | 日本語吹き替え                                                                                         | 日本語吹き替え                                                                                                  | 日本語吹き替え |
| 役名                                    | 俳優                    | フジテレビ版                                                                                           | ソフト版 | 機内上映版     |
| --------------------------------------- | ----------------------- | --- | --- | -------------- |
| マイケル・ドーシー/ドロシー・マイケルズ | ダスティン・ホフマン    | 小松政夫                                                                                               | 山寺宏一 | 野沢那智       |
| ジュリー・ニコルズ                      | ジェシカ・ラング        | 高島雅羅                                                                                               | 弓場沙織 |                |
| サンディ・レスター                      | テリー・ガー            | 藤田淑子                                                                                               | 渡辺美佐 |                |
| ロン・カーライル                        | ダブニー・コールマン    | 小林勝彦                                                                                               | 石塚運昇 |                |
| レス・ニコルズ                          | チャールズ・ダーニング  | 富田耕生                                                                                               | 西村知道 |                |
| ジェフ・スラッター                      | ビル・マーレイ          | 広瀬正志                                                                                               | 青山穣 |                |
| ジョージ・フィールズ                    | シドニー・ポラック      | 田中康郎                                                                                               | 谷昌樹 |                |
| ジョン・ヴァン・ホーン                  | ジョージ・ゲインズ      | 大木民夫                                                                                               | 小島敏彦 |                |
| エイプリル・ペイジ                      | ジーナ・デイヴィス      | 横尾まり                                                                                               | |                |
| リタ・マーシャル                        | ドリス・ベラック        | 瀬能礼子                                                                                               | 定岡小百合 |                |
| フィル・ワイントローブ                  | ロナルド・L・シュワリー | 峰恵研                                                                                                 | |                |
| その他                                  |                         | 安永沙都子 喜多川拓郎 大滝進矢 村松康雄 片岡富枝 小室正幸 稲葉実 色川京子 田原アルノ 巴菁子 竹口安芸子 | 駒谷昌男 田中晶子 森夏姫 間宮康弘 北沢力 寺門真希 東條加那子 永吉ユカ 小宮山絵理 新田万紀子 瑚海みどり 真仲恵吾 |                |
| 日本語版制作スタッフ                    |                         | | |                |
| 演出                                    | 演出                    | 小山悟                                                                                                 | 伊達康将 |                |
| 翻訳                                    | 翻訳                    | たかしまちせこ                                                                                         | 松崎広幸 |                |
| 調整                                    | 調整                    | 小野敦志                                                                                               | |                |
| 効果                                    | 効果                    | 遠藤堯雄 桜井俊哉                                                                                      | |                |
| 制作                                    | 制作                    | 東北新社                                                                                               | 東北新社 |                |
| 初回放送                                | 初回放送                | 1987年4月25日 『ゴールデン洋画劇場』                                                                   | |                |

※ソニー・ピクチャーズ エンタテインメント発売の「吹替洋画劇場」シリーズ 第6弾「コロンビア映画90周年記念『トッツィー』デラックス エディション」Blu-rayには本編ディスクとは別に、HD放映版の映像を使用してフジテレビ版（約94分）の吹き替え版を収録した特典ディスクが付属している。なお、フジテレビの初回放送ではドロシーがジュリーの実家でピアノを演奏するシーンがあったが、Blu-rayではカットされている。

## 受賞
- アカデミー助演女優賞 - ジェシカ・ラング

## ミュージカル化
2018年9月11日から10月14日、シカゴにあるキャデラック・パレス・シアターにてミュージカル版が初演され、2019年春にブロードウェイに進出した。デイヴィッド・ヤズベクが作詞作曲、ロバート・ホーンが脚本、デニス・ジョーンズが振付、スコット・エリスが演出を担当した。サンティノ・フォンタナが主人公マイケル・ドーシーを演じた。リリ・クーパーがジュリー・ニコルズ役、サラ・スタイルズがサンディ・レスター役、ジョン・ベールマンがマックス・ヴァン・ホーン役、アンディ・グロートリュースキンがジェフ・スレイター役、ジュリー・ホルストンがリタ・マロリー役に配役された他、トニー賞受賞者マイケル・マグラスがスタン・フィールズ役、トニー賞ノミネート者レッグ・ロジャースがロン・カーライル役に配役された。

## 備考
- "tootsie" とはアメリカ英語の俗語で、親しみを込めて女性に呼びかける時に使う言葉。「お嬢さん」「かわいこちゃん」「ねえちゃん」などにあたる。

## 音楽
- デイヴ・グルーシン - en:It Might Be You